# Cecylia Gallerani
Cecylia Gallerani (ur. 1473, zm. 1536) – kochanka księcia Ludwika Sforzy, matka jego syna o imieniu Cesare.
Była córką dyplomaty i doradcy finansowego. Jej rodzina nie była zamożna. Gdy Cecylia miała siedem lat, zmarł jej ojciec. Jego majątek podzielono pomiędzy Cecylią a jej sześcioma braćmi. Cecylia była kobietą bardzo dobrze wykształconą. Biegle władała łaciną, tworzyła poezję po włosku, śpiewała i grała na instrumentach muzycznych. Była porównywana do Safony.
W wieku dziesięciu lat wyszła za mąż za Giovanniego Stefana Viscontiego. Małżeństwo zostało zaaranżowane przez jej braci. Kontrakt małżeński unieważniono cztery lata później, oficjalnie z powodu nieuiszczenia kolejnych rat posagu przez braci Cecylii. W piśmie zawarto zapis informujący, że małżonkowie nie odbyli nigdy stosunku seksualnego. Unieważnienie małżeństwa miało miejsce w tym samym czasie, gdy Cecylia Gallerani została kochanką Ludwika Sforzy. Co najmniej od 1489 roku Cecylia mieszkała w apartamencie księcia Ludwika. W 1489 roku Ludwik Sforza zlecił Leonardowi da Vinci namalowanie portretu Cecylii Gallerani. Dzieło, znane dziś jako Dama z gronostajem, zostało ukończone około 1489–1490 roku.
Z czasem została patronką pisarzy. Wspierała m.in. Matteo Bandellego, który zadedykował jej dwie powieści.